# Alexander Souter
Alexander Souter (Perth (Regno Unito), 14 agosto 1873 – 17 gennaio 1949) è stato un biblista, latinista e grecista britannico, direttore del dizionario Oxford Latin Dictionary.

## Biografia
Dopo aver frequentato l'Università di Aberdeen e quella di Cambridge, fu nominato assistente universitario della docenza di latino ad Aberdeen. A Cambridge studiò con il classicista John E. B. Mayor al quale Souter attribuì il merito di aver influenzato profondamente la sua produzione successiva.
Nel 1903 divenne professore di esegesi e greco neotestamentario al Mansfield College di Oxford. Nel 1911 fece ritorno all'Università di Aberdeen, succedendo a William Ramsay come Regius Professor of Humanity, una posizione che occupò fino al suo pensionamento nel 1937.
Alla fine degli anni Quaranta, Souter tornò a Oxford, dove divenne caporedattore del proposto dizionario latino-inglese Oxford Latin Dictionary. Lo scoppio della Seconda Guerra Mondiale gli impedì di completare dell'opera per la quale riuscì a pubblicare il compendio  Glossary of Later Latin, A.D. 150–600.

## Famiglia
Souter sposò Elizabeth Barr Anderson, figlia del fotografo William Blair Anderson di Aberdeen. La coppia ebbe tre figli: 
- Isabella Elise Souter nel 1901, che sposò Alfred Dixon;
- Elizabeth Barr Anderson Souter, nata nel 1903:
- Alexandra Margaret "Peggy" Souter, nata nel 1908, la quale sposò Peter Jackson.

Suo cognato era William Blair Anderson , eminente latinista, professore di latino Kennedy all'università di Cambridge e agente del Military Intelligence durante la prima guerra mondiale.

## Attività
I due principali interessi di ricerca di Souter furono la critica testuale del Nuovo Testamento e i primi commenti latini alle epistole paoline.
Nel 1910, pubblicò un'edizione commentata del Nuovo Testamento alla quale seguì un'edizione riveduta nel '47. Essa presentava il testo greco recepito dalla versione inglese del 1881, unitmente al commento critico delle varianti note. Il suo lavoro era aggiornato rispetto alla ricerca dell'epoca e prendeva in esame le proposte di revisione delle attribuzioni dei manoscritti accettate dalla tradizione, in particolare le riattribuzioni ad Ambrosiaster.
L'Università di Aberdeen organizza ogni anno una conferenza pubblica in memoria di questo studioso.

## Opere
- The Text and the Canon of the New Testament, Londra, 1913.
- Tertullian’s Treatises Concerning Prayer, Concerning Baptism, 1919, SPCK
- A Pocket Lexicon to the Greek New Testament, Oxford Clarendon Press, 1917.
- Hints on Translation from Latin into English, SPCK, 1920
- Hints on the Study of Latin (AD 125–750), SPCK, 1920
- Tertullian against Praxeas, SPCK, 1920
- Tertullian Concerning the Resurrection of the Flesh, SPCK, 1922
- The Earliest Latin Commentaries on the Epistles of St. Paul, Oxford, Clarendon Press, 1927.
- A Glossary of Later Latin to 600 A.D., Oxford University Press, 1949